# آلکسی وویلرموز
آلکسی وویلرموز (فرانسوی: Alexis Vuillermoz‎؛ زادهٔ ۱ ژوئن ۱۹۸۸) دوچرخه‌سوار اهل فرانسه است.
از باشگاه‌هایی که در آن رکاب زده‌است می‌توان به آژ۲آر لا موندیال، تیم دوچرخه‌سواری سوجاسون، و تیم دوچرخه‌سواری سوجاسون، اشاره کرد.